# 海勃湾区
海勃湾区（かいぼつわん-く、モンゴル語：ᠬᠠᠶᠢᠷᠤᠪ ᠤᠨ
ᠲᠣᠬᠣᠢ
ᠲᠣᠭᠣᠷᠢᠭ　転写：Qayirob-un toqoi toɣoriɣ）は、中華人民共和国内モンゴル自治区烏海市に位置する市轄区。

## 行政区画
6ジュール・ゴドムジ（街道）、1鎮（バルガス）を管轄：
- 街道弁事処
  - 鳳凰嶺街道
  - 海北街道
  - 新華街道
  - シンフア・バローン・ジュール・ゴドムジ（新華西街道）
  - 浜河街道
  - 林蔭街道
- 鎮：チョール・オール・バルガス（千里山鎮）